# Saison 1991-1992 de l'Olympique lyonnais
Maillots
Chronologie
Saison précédente Saison suivante
La saison 1991-1992 de l'Olympique lyonnais est la quarante-deuxième de l'histoire du club.

## Effectif professionnel
Gardiens :
- Gilles Rousset :  France
- Christophe Breton :  France

 Défenseurs :
- Bruno N'Gotty :  France
- Romarin Billong :  France/ Cameroun
- Ghislain Anselmini :  France
- Alexandre Bès :  France/ Cameroun
- Pascal Fugier :  France
- Laurent Lassagne :  France
- Jean-Marc Knapp :  France
- Thomas Pfannkuch :  Allemagne

 Milieux :
- Sylvain Deplace :  France
- Claude-Arnaud Rivenet :  France
- Laurent Debrosse :  France
- Pierre Chavrondier :  France
- Bruno Génésio :  France
- Rémi Garde :  France
- Alfonso Fernández Leal :  Espagne
- Ali Bouafia :  Algérie
- Stéphane Roche :  France
- Alim Ben Mabrouk :  Algérie

 Attaquants :
- Miloš Bursać :  Yougoslavie
- Guillaume Masson :  France
- Aziz Bouderbala :  Maroc
- Roberto Cabanas :  Paraguay

## Détail des matchs

### Championnat de France
1. le 20 juillet : Le Havre 1 - 0 Lyon : Danek   24e (14e à 2 points de Monaco)
2. le 27 juillet : Lyon 1 - 1 Marseille : Ali Bouafia   8e / Jean-Pierre Papin   46e(15e à 3 points de Monaco)
3. le 31 juillet : Nancy 1 - 1 Lyon (15e à 4 points de Monaco)
4. le 3 août : Lyon 1 - 0 Montpellier : Bouafia   26e (12e à 4 points de Monaco)
5. le 10 août : Monaco 1 - 1 Lyon : Weah   3e (12e à 6 points de Monaco)
6. le 17 août : Lyon 0 - 0 Cannes(13e à 5 points de Metz)
7. le 24 août : Lyon 2 - 2 Caen : Masson   33e ; Bouderbala   37e / Pickeu   47e ; Görter   73e (12e à 6 points de Monaco)
8. le 28 août : Lille 1 - 0 Lyon : Rollain   91e (13e à 8 points de Monaco)
9. le 7 septembre : Lyon 0 - 1 Paris SG : Bravo   88e (17e à 10 points de Monaco)
10. le 14 septembre : Rennes 0 - 2 Lyon : Roche   1re ; Bouderbala   73e (14e à 10 points de Monaco)
11. le 21 septembre : Lyon 1 - 1 Toulon : Fernandez-Leal   / Rodriguez   (14e à 10 points de Monaco)
12. le 28 septembre : Nîmes 2 - 1 Lyon : Cissé   54e ; Maharzi   81e / Genesio   88e (16e à 10 points de Monaco)
13. le 6 octobre : Lyon 0 - 0 Saint-Étienne (16e à 10 points de Marseille)
14. le 17 octobre : Sochaux 1 - 0 Lyon : Oudjani   78e (18e à 11 points de Marseille)
15. le 26 octobre : Lyon 1 - 0 Toulouse : Fernandez-Leal   65e
16. le 2 novembre : Metz 1 - 1 Lyon : Huysman   84e / Bouderbala   90e (18e à 13 points de Marseille)
17. le 9 novembre : Lyon 1 - 1 Lens : Bursac   58e / Tikvah   89e
18. le 13 novembre : Auxerre 3 - 0 Lyon : Dutuel   10e,   67e ; Baticle   43e (18e à 13 points de Marseille)
19. le 23 novembre : Lyon 0 - 1 Nantes : Capron   8e (18e à 15 points de Marseille)
20. le 30 novembre : Marseille 0 - 0 Lyon (18e à 15 points de Marseille)
21. le 6 décembre : Lyon 2 - 1 Nancy : Roche   37e ; Bouafia   76e / Rabesadrantana   45e
22. le 14 décembre : Montpellier 3 - 0 Lyon : Der Zakarian   77e ; Divert   78e ; Djaffo   80e(16e à 16 points de Marseille)
23. le 17 décembre : Lyon 2 - 0 Monaco : Ngotty   8e ; Bursac   90e
24. le 21 décembre : Cannes 0 - 0 Lyon (15e à 16 points de Marseille)
25. le 18 janvier : Caen 1 - 0 Lyon : Gravelaine   20e (16e à 18 points de Marseille)
26. le 25 janvier : Lyon 1 - 0 Lille : Rivene   31e (15e à 16 points de Marseille)
27. le 1er février : Paris SG 3 - 0 Lyon : Reynaud   14e ; Simba   28e ; Perez   76e (15e à 18 points de Marseille)
28. le 8 février : Lyon 3 - 1 Rennes : Billong   5e,   69e ; Bouafia   21e / Delamontagne   76e (15e à 17 points de Marseille)
29. le 15 février : Toulon 1 - 0 Lyon : Rodriguez   65e (15e à 17 points de Marseille)
30. le 29 février : Lyon 1 - 0 Nîmes : Bouderbala   20e (15e à 17 points de Marseille)
31. le 7 mars : Saint-Étienne 1 - 2 Lyon : Mendy   5e / Bursac   29e ; Garde   33e (15e à 17 points de Marseille)
32. le 21 mars : Lyon 0 - 1 Sochaux : Vujovic   59e (15e à 19 points de Marseille)
33. le 27 mars : Toulouse 1 - 0 Lyon : Pavon   62e (15e à 21 points de Marseille)
34. le 3 avril : Lyon 0 - 0 Metz (15e à 22 points de Marseille)
35. le 11 avril : Lens 4 - 2 Lyon : Sikora   12e ; Boli   38e ; Laigle   54e ; El Hadaoui   79e / Bouafia   48e ; Bouderbala   85e (15e à 23 points de Marseille)
36. le 17 avril : Lyon 1 - 0 Auxerre : Bouderbala   77e (15e à 23 points de Marseille)
37. le 25 avril : Nantes 3 - 0 Lyon : Vulic   40e ; Youm   72e,   89e (15e à 25 points de Marseille)
38. le 1er mai : Lyon 0 - 2 Le Havre : Garande   46e ; Uvenard   90e (16e à 27 points de Marseille)

### Coupe de France
32e de finale
- le 22 février : Istres 1 - 1 (t.a.b : 4 - 3) Lyon : Chaouch   33e / Bouafia   5e

### Coupe de l'UEFA
32e de finale
 Match aller : 
- le 18 septembre : Lyon 1 - 0 Östers Växjö : Garde   18e

 Match retour : 
- le 3 octobre : Östers Växjö 1 - 1 Lyon : Ja Jansson   14e / Roche   54e

16e de finale
 Match aller : 
- le 23 octobre : Lyon 3 - 4 Trabzonspor : Bouderbala   60e ; Bursac   63e ; Fernandez Leal   78e / Sigmuz   51e ; Hami   53e,   77e ; Orhan   90e

 Match retour : 
- le 6 novembre : Trabzonspor 4 - 1 Lyon : Hami   19e,   81e ; Hamdi   27e ; Orhan   44e / Bursac   41e

### Match amical
- le 7 janvier : Lyon 1 - 0 Saint-Seurin : Rivenet